# 2736 Ops
2736 Ops è un asteroide della fascia principale. Scoperto nel 1979, presenta un'orbita caratterizzata da un semiasse maggiore pari a 2,2903926 UA e da un'eccentricità di 0,0846673, inclinata di 7,45546° rispetto all'eclittica.